# Yu Rongguang
Yu Rongguang, né le 30 août 1958 à Pékin, est un acteur chinois.

## Biographie
Yu Rongguang a étudié à l'école de l'opéra de Pékin avant de commencer une carrière d'acteur spécialisé dans les films d'arts martiaux. Il est devenu célèbre avec son rôle dans Iron Monkey : La légende démasquée (1993) et a joué aux côtés de Jackie Chan dans plusieurs films, tels que New Police Story (2004), The Myth (2005) et Karaté Kid (2010). 

## Filmographie

### Cinéma
- 1989 : Opération jaguar : le vice-capitaine
- 1989 : Terracotta Warrior : Fei Bai-yun
- 1993 : Iron Monkey : La légende démasquée :  Iron Monkey / Dr. Yang
- 1993 : Supercop 2 : David Chang
- 1993 : Swordsman 3 : Koo Cheung-fung
- 1994 : Bons baisers de Pékin : Yee
- 1995 : My Father Is a Hero : Po Kwong
- 1996 : Big Bullet : le professeur
- 1998 : The Storm Riders : le père de Nuage
- 1999 : Prince Charming
- 2000 : Shanghai Kid : un garde impérial
- 2001 : Musa, la princesse du désert : Rambulwha
- 2002 : Vampire Hunters : Maître Jiang
- 2004 : New Police Story : Kwun
- 2005 : Divergence : inspecteur Mok
- 2005 : The Myth : Zhao Kuang
- 2007 : Brothers : Cheung Man-wah
- 2008 : Les Trois Royaumes : La Résurrection du Dragon : Han De
- 2009 : Mulan, la guerrière légendaire : Hua Hu
- 2010 : Little Big Soldier : Général Yu
- 2010 : Karaté Kid : Maître Li
- 2013 : Police Story 2013 : capitaine Wu

### Télévision
- 2001 : Master Swordsman Lu Xiaofeng 2 (en) (série télévisée) : Gong Jiu
- 2002 : Jingwu Yingxiong Chen Zhen (en) (série télévisée) : Xi Feiyang
- 2005 : Jin Mao Xiang (en) (série télévisée) : Bai Biao
- 2006 : Romance of Red Dust (en) (série télévisée) : Qiu Ran Ke
- 2012 : The Patriot Yue Fei (en) (série télévisée) : Zhou Tong